# Masajski noj

Masajski noj (znanstveno ime Struthio camelus massaicus), znan tudi kot vzhodnoafriški noj, je rdečevrata podvrsta navadnega noja in je endemična za Vzhodno Afriko. Je ena največjih ptic na svetu, zaostaja le za sestrsko podvrsto Struthio camelus camelus. Danes ga lovijo in gojijo zaradi jajc, mesa in perja.

## Taksonomija

### Podvrste
Masajski noj je ena od štirih obstoječih podvrst noja, ki trenutno naseljujejo Afriko, vključno s severnoafriškim nojem (S. c. camelus), ki ga najdemo v severni Afriki, južnoafriškim nojem (S. c. australis) in somalskim nojem (S. c. molybdyphanes). Šteje se za eno od dveh rdečevratih oblik noja, skupaj s S. c. camelus, v nasprotju z dvema modrovratima oblikama (S. c. australis in S. c. molybdyphanes).
Primerjalna restrikcijska encimska analiza mitohondrijske DNK (mtDNA) je pokazala, da je masajski noj, čeprav je genetsko ločen, najtesneje povezan z S. c. australis, kljub geografski ločenosti in najmanj genetsko soroden z S. c. molybdophanes, kljub prekrivanju habitatov. Razlage za te protiintuitivne ugotovitve so, da čeprav gozdovi Brachystegia ali "miombo" trenutno služijo kot zoogeografska ovira, ki ločuje populacije severnih in južnih nojev, se domneva, da ta ovira ni bila tako gosta in učinkovita v celotnem evolucijskem času in je nekoč omogočala kratka obdobja intraspecifične vzreje med S. c. massaicus in S. c. australis populacije. Nasprotno pa je genetska divergenca, opažena med S. c. massaicus in S. c. molybdophanes, čeprav pomanjkanje kakršne koli zoogeografske pregrade, naj bi bili posledica ekoloških razlik v vedenjskih in reproduktivnih znakih med temi populacijami. Te razlike so bile dovolj velike, da so ves čas preprečile intraspecifično vzrejo. Te iste študije so odkrile da se S. c. massaicus genetsko bistveno razlikuje od podvrste S. c. camelus.
Čeprav je zdaj izumrla podvrsta S. c. syriacus je bilo na podlagi zgodovinskih dokazov ugotovljeno, da je tudi rdečevrata oblika noja, podobna analiza mtDNA je pokazala, da masajski noj ni tako blizu sorodnika S. c. syriacus v primerjavi z S. c. camelus.

## Opis

### Anatomija
Odrasli samci so visoki 2,1–2,7 m in tehtajo do 145 kg; samice so običajno nekoliko manjše. Imajo velike oči (premer 50 mm), dolge trepalnice in izjemen vid. Njihove glave so v primerjavi s telesom razmeroma majhne in pokrite z degeneriranim perjem, ki daje zgornji dve tretjini njihovega podolgovatega vratu skoraj gol videz. Koža vratu in stegen samcev masajskega noja je gola in rožnate barve, ki se v času parjenja okrepi do skoraj rdečkaste barve.
Njihova velika velikost onemogoča zmožnost letenja, vendar to kompenzirajo izjemno dolge in mišičaste noge, ki omogočajo največje hitrosti teka do 60–70 km/h.

#### Perje
Perje masajskega noja nima bodic, kar jim daje mehak, puhast videz. Podobno kot druge podvrste nojev imajo približno 50–60 repnih peres, 16 primarnih, 4 alularnih in 20–23 sekundarnih peres. Perje kril in repa sta se razvila tako, da služita kot okrasno perje za prikaz dvorjenja in ne za let.
Pri samcih je večina telesa pokrita s črnim perjem. Belo perje se pojavi vzdolž konic kril, repa in tvori majhen obroč delno navzgor po vratu, ki ločuje črno perje telesa od gole kože vratu. Belo repno perje je pogosto obarvano zaradi umazanije in je videti rdeče-rjavo.
Samice so po navadi manjše od samcev in imajo tudi golo kožo na vratu in nogah, čeprav je njihova barva kože bolj bež kot rožnata. Telesno perje odraslih samic je enakomerno porazdeljena, enobarvna rjava barvna shema.

#### Reproduktivni / izločevalni organi
Za razliko od večine ptičjih vrst imajo samci nojev izvlečen penis, ki je v povprečju dolg 20 cm in se obrača med defekacijo, uriniranjem in kopulacijo. Noj je edina ptica, ki izloča urin ločeno od iztrebljanja zaradi mišičnih gub, podobnih sfinkterju, ki so znotraj kloake.

#### Okoljske prilagoditve
Razvilo se je več fizioloških prilagoditev, ki so masajskim nojem omogočile, da živijo v ekstremnih sušnih razmerah podsaharske Afrike. Njihovo perje je specializirano za delo kot učinkovit izolator za pravilno termoregulacijo tako v vročem kot v hladnem podnebju. Povečano sproščanje aldosterona in uporaba sluzi namesto vode za izločanje sečne kisline spodbuja zadrževanje vode v sušnih okoljih. Masajski noji imajo tudi nosne žleze, ki izločajo sol in po potrebi omogočajo uživanje slane vode iz slanih in alkalnih jezer.

## Razširjenost in habitat
Divji masajski noji so po Ugandi, Keniji in Tanzaniji. Gostejše populacije pogosto najdemo na polsušnih, odprtih travnatih ravnicah afriške savane. Kljub tej preferenci je bilo znano, da naseljujejo tudi puščavska okolja, gosto grmovje in strma skalnata gorska okolja.

## Vedenje in ekologija

### Vzreja
Sezona razmnoževanja masajskih nojev se začne okoli maja ali junija. V tem času se rožnati odtenek na koži vratu in nog samca okrepi kot oblika parjenja. Zreli samci začnejo vzpostavljati ozemlja, ki so velika približno 2–3 km2 in agresivno branijo svojo domeno pred drugimi plemenskimi samci. Pred prihodom plemenskih samic bodo zgradili tudi gnezda za valjenje.
Julija začnejo odrasle samice nojev vzpostavljati gnezditvena območja, ki se raztezajo na okoli 13 km2. Ta območja razmnoževanja se prekrivajo s 5–7 moškimi ozemlji, v katerih se samci poskušajo pariti z vsemi odraslimi samicami, ki preidejo skozi njegovo ozemlje.

#### Skupno gnezdenje
Podobno kot pri drugih podvrstah nojev tudi masajski noj gnezdijo v skupinah in se vedejo tako, da ena sama (večja) samica inkubira jajca več drugih (manjših) samic v enem gnezdu. Samo 1 od 3 samice bodo postale velika samica, preostale se štejejo za manjše samice in ne bodo valile svojih jajc. Gnezdo se začne, ko se ena sama večja samica pari s teritorialnim samcem, ki je že pripravil gnezdišče in izvedel kompleksen prikaz parjenja. Ko odloži začetno leglo, tako ona kot teritorialni samec prevzameta primarno skrb za jajca. Večja samica v povprečju odloži 2 jajci na dan in bo v inkubaciji porabila naslednjih 15–90 minut, nato pa bo občasno zapustila gnezdo brez nadzora, da bi se lahko manjše samice parile s teritorialnim samcem in odložile jajca v gnezdo. Samec pogosto porabi več časa za inkubacijo gnezda kot glavna samica. Več kot 18 različnih majhnih samic bo odložilo jajca v eno samo glavno gnezdo samice, kar bo povzročilo presežek jajc. Ker so tako samci kot samice masajskega noja sposobne inkubirati le 20–21 jajc naenkrat, bo glavna samica izločila odvečna jajčeca. Reproduktivna prednost, opažena pri večjih samicah je, da so sposobne prepoznati lastna jajca in bodo izločila manjša jajca v korist svojih, kar je nujen način za zmanjšanje prenatrpanosti gnezda.

#### Jajca
Masajska nojeva jajca so velika (velikosti grenivke) in bele barve. Merijo 14–16 cm in tehtajo med 1,0 in 1,6 kg. Izvalitev jajc se zgodi oktobra in novembra, ko v vzhodni Afriki doživijo kratka obdobja padavin, ki ustvarjajo užitne rastline, ki so primarni vir hrane za masajske noje. Mladički so veliki kot domača kokoš in so fizično prezgodnji, vendar še vedno potrebujejo starševsko skrb.
Zaradi izjemne velikosti in barve jajc so lahka tarča plenilcev, zlasti kadar glavne samice zapustijo gnezdo več kot dva do tri tedne pred inkubacijo. Študija iz leta 2008 je pokazala, da je izrazita obarvanost belih jajc evolucijski kompromis, ki daje prednost zmanjšanemu tveganju pregrevanja jajc in pojavu umrljivosti zarodkov v primerjavi s povečanim plenilcem v teh obdobjih izpostavljenosti.

### Hranjenje
Tako kot druge podvrste Struthio camelus so tudi masajski noji skoraj v celoti rastlinojedi. Njihova prehrana je sestavljena predvsem iz trav, grmovja, zelišč, sukulent in listov. Občasno bodo uživali rože, sadje, semena in živalske beljakovine (npr. kuščarje, žuželke itd.), vendar v manjši meri.

### Plenilci
Masajski noji niso glavni plen za ključne mesojede živali. Samo levi so osrednji plenilec odraslih na večini območij, vendar številne vrste plenijo nojeva jajca, vključno s šakali, hijene, levi in druge vrste ptic. Plenilstvo jajc predstavlja največjo grožnjo za reproduktivni uspeh populacij. Dokumentirani primeri pripisujejo 90 % umrljivosti piščancev ene jate zgolj zaradi plenjenja.

## Razmerje do ljudi
Poleg plenilcev se je izkazalo, da človeška dejavnost negativno vpliva na uspeh skupnosti divjih masajskih nojev. Domneva se, da je upad populacije nojev, ki ga povzroča antropogenost, posledica hitrega širjenja ljudi v podsaharski Afriki, kar ima za posledico zmanjšane virov in razpoložljivost ozemlja. Nabiranje nojevih jajc s strani domačinov in turistov na zavarovanih območjih prav tako močno negativno vpliva na uspešnost njihove populacije. Zanimivo je, da je študija iz leta 2009 pokazala, da nezakonit lov na nojevo meso ni bistveno vplival na gostoto populacije masajskih nojev v narodnem parku Serengeti.
V 1990-ih sta se po vsem svetu povečala priljubljenost udomačevanja in vzreje masajskega noja. Primarni proizvodi reje nojev so meso in usnje. S. c. massaicus služi kot idealen alternativni vir mesa zaradi svoje velike velikosti in predvsem nežnega mesa. Verjame se, da se tej občutljivosti pripisuje večja pojavnost tipa I v primerjavi z vlakni tipa II ter visoke koncentracije sistemov kalpain/kalpastatin v številnih mišičnih skupinah te podvrste.
Nojeva jajca in perje so skozi zgodovino nabirali za okrasne namene, vendar jih Masaji danes pogosto uporabljajo kot vir hrane in kot posodo za tekočine.

## Status
Čeprav je Struthio camelus na rdečem seznamu IUCN navedena kot »najmanj zaskrbljujoča« vrsta, je priznano, da populacija divjih nojev upada.